# Ibn Abbás
Abd Allah ibn Abbás (en árabe: عَبْد ٱللَّٰه ٱبْن عَبَّاس‎; c. 619 – 687), también conocido simplemente como Ibn Abbás, era hijo de Abbás ibn Abd al-Muttálib, tío del profeta islámico Mahoma, y sobrino de Maymunah bint al-Harith, quien más tarde se convertiría en esposa de Mahoma. Fue uno de los primos de Mahoma y uno de los primeros eruditos del Corán.
Durante las primeras luchas por el califato apoyó a Alí, y fue nombrado gobernador de Basora. Se retiró a La Meca poco después. Durante el reinado de Muawiya I vivió en Hiyaz y viajó a Damasco con frecuencia. Después de que muriera Muawiya huyó a Taif, donde murió alrededor de 687 d. C.
'Abd Allah ibn Abbás era conocido por su conocimiento de las tradiciones y su interpretación crítica del Corán. Desde los primeros momentos reunió información de otros de los compañeros de Mahoma y dio clases y escribió comentarios.

## Biografía

### Familia
Era el tercer hijo de un rico mercader, Abbás ibn ‘Abd al-Muttálib, por lo que se le llamó Ibn Abbás (el hijo de Abbas). Su madre fue Umm al-Fadl Lubaba, quién se preciaba de ser la segunda mujer en convertirse al islam, en el mismo día que su cercana amiga Jadiya bint Juwaylid, la esposa de Mahoma.
El padre de Ibn Abbás y el padre de Mahoma eran ambos hijos de Shaiba ibn Hashim, más conocido como ‘Abd al-Muttálib. El padre de Shaiba ibn Hashim fue Hashim ibn Abd Manaf, el progenitor del clan Banu Hashim de la tribu Quraish en La Meca.

### 619–632: era de Mahoma
Ibn Abbás nació en el año 3 antes de la Hégira (619–620 d. C.) y su madre le llevó ante Mahoma antes de que hubiera empezado a amamantarlo, y esto fue el principio de una estrecha relación entre ellos.
Al crecer, estuvo al lado de Mahoma haciendo diferentes servicios como recoger agua para la ablución, rezar con él o seguirle en sus reuniones, viajes y expediciones. Se dice que Mahoma a menudo le mantenía cerca, le daba palmaditas en el hombro y rezaba, "¡Oh, Dios! Enséñale [el conocimiento de] el Libro [Corán]". Mahoma también había suplicado para que alcanzara el discernimiento en la religión. Ibn Abbás se mantenía al lado de Mahoma, memorizando y aprendiendo sus enseñanzas.

#### La declaración de Mahoma
En el año 10 del calendario islámico (631/632 d. C.), Mahoma cayó enfermo por última vez. Durante este periodo, se reportó el Hadith de la pluma y el papel, con Ibn Abbás como el narrador de primer nivel, teniendo por entonces aproximadamente doce años de edad. Días después de esto, Abbás y Ali apoyaron a Mahoma en sus hombros, pues ya estaba demasiado débil para caminar sin ayuda.

### 632–634: era de Abu Bakr

#### Herencia de Mahoma
Ibn 'Abbás tenía trece años cuando Mahoma murió. Después de que Abu Bakr subiera al poder, Ibn Abbás y su padre estuvieron entre quienes infructuosamente pidieron parte de la herencia de Mahoma. Abu Bakr dijo que había oído a Mahoma decir que los profetas no dejan herencia tras de sí por regla divina.

#### Educación continuada
Tras la época de Mahoma, continuó recopilando y aprendiendo sus enseñanzas de los compañeros del profeta, especialmente aquellos que le conocieron por más tiempo. Consultaba con muchos sahaba para confirmar las narraciones, visitando incluso a treinta compañeros para verificar un solo punto. Una vez escuchó que un sahaba conocía un hadiz que él desconocía. Un hadiz atribuido a Ibn Abbás señala que: 
 Además de sus propios estudios, Ibn Abbás era profesor, y su casa se convirtió en el equivalente a una universidad, donde enseñaba.
Uno de sus compañeros describió una escena típica frente a su casa:

"Vi gente convergiendo en los caminos que llevaban a su casa hasta que no había lugar frente a ésta. Entré y le dije de las muchedumbres en su puerta y me dijo: 'Tráeme agua para la ablución
Hizo el rito, y sentándose dijo 'Sal y diles: Quien quiera preguntar del Corán y sus letras [pronunciación] que entre.'
Eso hice y la gente entró hasta que se llenó la casa. Lo que le preguntaban, Abdullah podía elucidarlo e incluso dar información adicional a lo que se le preguntaba. Luego dijo (a sus estudiantes): 'Haced espacio para vuestros hermanos.'
Y entonces me dijo: 'Sal y diles: El que quiera preguntar del Corán y su interpretación, que entre.'

De nuevo se llenó la casa y Abdullah elucidó y brindó más información de la que le pedían."

Mantenía clases sobre un solo tema cada día, clases sobre asuntos como el tafsir, fiqh, halal y haraam, ghazw (expediciones militares), poesía, historia árabe antes de islam, las leyes de herencia, la lengua árabe y etimología.
Se casó con una princesa yemení llamada Zahra Mishrah, con quien tuvo siete hijos: Al-Abbas, Ali ibn Abdullah (fallecido en 736 y abuelo de los dos primeros califas abasíes), Muhammad, Ubaydullah, Al-Faldl, Saad y Lubaba. Con una concubina tuvo una hija, Asma.

### 634–644: época de Úmar

#### Aconsejando a Úmar
Úmar buscaba con frecuencia el consejo de Ibn Abbás en asuntos importantes de gobierno y le describió como un "joven de madurez":

## Hadices transmitidos por él
Ibn Abbás narró que Mahoma dijo: "Dos favores son tratados de forma injusta por la mayoría de personas: la salud y el tiempo libre."  (del Sahih al-Bujari, Al-Tirmidhi, ibn Majah y Al-Nasa'i)
Ibn Abbás reportó que Mahoma dijo: "El que no memorice cualquier parte del Corán es como una casa en ruinas. De al-Tirmidhi.

Por la autoridad de Ibn Abbás, dijo: "Un día iba detrás (es decir, cabalgando tras de él en la misma silla) del Profeta y me dijo: 'Muchacho, te enseñaré algunas palabras (de consejo). Piensa en Alá, y Alá te protegerá. Piensa en Alá, y Le encontrarás delante de ti. Si  preguntas, que preguntes sobre Alá; si buscas ayuda, busca ayuda de Alá. Sabe que si la nación se reuniera para beneficiarte con cualquier cosa, te beneficiaría sólo con algo que Alá ya hubiera prescrito para ti, y si se reunieran para hacerte daño tú con cualquier cosa, sólo te harían daño con algo que Alá ya hubiera prescrito para ti. Las plumas se han levantado y las páginas se han secado. (de al-Tirmidhi)
Al Hakim reporta por autoridad de Ibn Abbás que Mahoma se adelantó, cargando en sus espaldas a Hasan ibn Ali, y un hombre se le acercó y dijo: '¡excelente caballo el que montáis, chico!'  Mahoma respondió: 'y es un jinete excelente.' 
Ali ibn Husam Adin (conocido comúnmente como al-Mutaki al-Hindi) reporta que Ibn Abbás narró que Mahoma dijo lo siguiente sobre su difunta tía Fátima, la madre de Ali: "yo (Mahoma) le puse mi camisa para que pudiera llevar ropas al Cielo, y me acuesto sobre su tumba para que pueda aminorarse la presión de la tumba. Fue la mejor de las criaturas de Alá para mí después de Abu Tálib". 